# Zoé Talon
Zoé Victoire Talon, contessa di Cayla (Le Boullay-Thierry, 5 agosto 1785 – Saint-Ouen-sur-Seine, 19 marzo 1852), fu amica intima e confidente di Luigi XVIII di Francia e secondo alcuni sua maîtresse-en-titre.

## Biografia

### Infanzia ed educazione
Nacque a Le Boullay-Thierry. Era la figlia di un avocat reale, Antoine Omer Talon (1760-1811), e fu educata privatamente e curato da Madame Campan, la cui scuola Lamartine definì un'accademia di diplomazia femminile.

### Matrimonio e vita a corte
Nel 1802 sposò il comte Baschi du Cayla (morto nel 1851), con la quale ebbe due figli, Ugolin e Ugoline prima di separarsi dopo un prolungato contenzioso, che la portò all'attenzione di Luigi XVIII, al quale chiese personalmente protezione dal marito. Riuscì a mantenere la fiducia, comunque, di sua suocera, una dama di compagnia della casa della contessa de Provenza, che era ora diventata regina di Francia. Alla corte dei Borbone restaurati, Madame de Cayla fu anche la protetta del visconte Sosthène de La Rochefoucauld ed intorno al 1817, in un primo momento discretamente, divenne il mezzo principale tramite il quale gli Ultrarealisti furono in grado di influenzare l'anziano ed emotivamente bisognoso Luigi XVIII, che elargì favori su Mme de Cayla, anche se era improbabile che fosse mai stata la sua amante. Alphonse de Lamartine, nelle sue memorie, ricordò che "il sentimento del re verso questa bella donna aveva dal principio un carattere di amore che si nasconde da se stesso, sotto il nome di amicizia, ciò che l'età del Re e la riservatezza della donna non permettevano di essere dichiarati, egli provava un affetto per lei di tipo paterno, e lui la chiamava figlia, non osando attraverso il rispetto per se stesso e il rispetto per lei, di chiamarla con  un altro nome. Ogni venerdì il re, vedovo da tempo, riceveva una visita da parte di lei, con l'ordine che nessuno dovesse disturbarlo mentre erano assieme. Si rumoreggiò quindi che fosse solito fiutare il tabacco dal suo petto,, fatto che le procurò il soprannome di tabatière (tabacchiera).

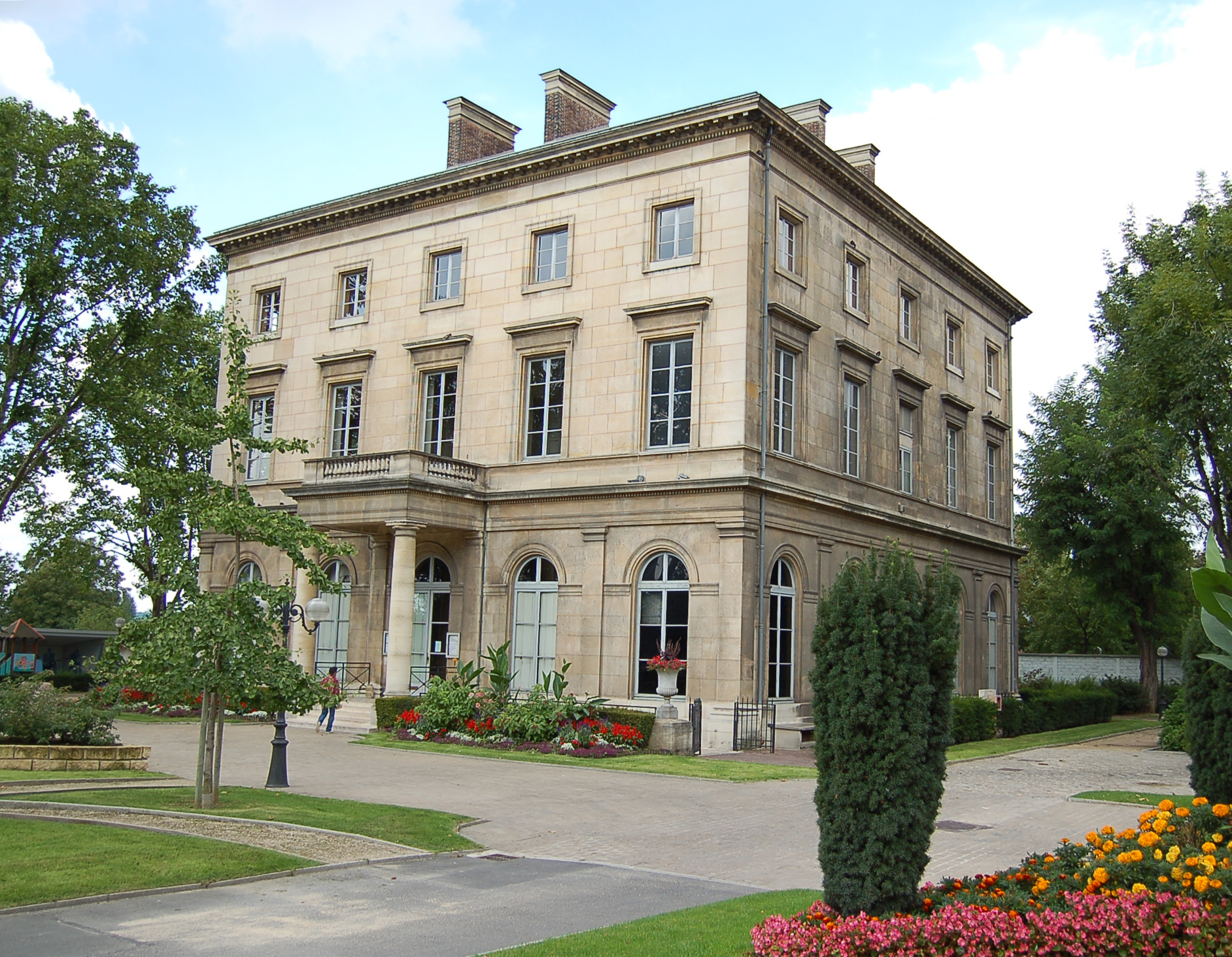
Château de Saint-Ouen, 1821-22

Nel 1821 il re fece radere al suolo e ricostruire lo Château de Saint-Ouen, a nord di Parigi, dall'architetto Jacques-Marie Huvé; le prime pietre furono poste il 2 maggio 1821, alla presenza del re e la contessa. Il vecchio castello era stato il luogo della firma dei documenti che restaurava il fratello di Luigi XVI sul trono di Francia. Fu decorato e arredato dalla tasca di Luigi XVIII, senza lasciare traccia nel bilancio ufficiale della Maison du Roi, e completata entro la fine del 1822, quando Madame de Cayla ufficialmente la "acquistò" dall'architetto il 29 ottobre 1822. Il regalo di inaugurazione della casa nuova del re era un servizio da dessert in porcellana di Sèvres dipinti con vedute del nuovo castello.

### Ultimi anni e morte
Dopo la morte del suo regale patrono, nel 1824, Zoé Talon rivolse la sua attenzione verso l'agricoltura, allevando una nuova razza di pecore chiamata in suo onore, da un montone a pelo lungo nubiano che le era stato donato da Muhammad Ali, viceré d'Egitto. Sostenne la manifattura di moquette di Savonnerie ai suoi ultimi giorni da indipendente prima di essere assorbita dalla Gobelins nel 1826.
Morì nel 1852 nel suo castello di Saint-Ouen.
Tra i giardinieri, il suo nome è ricordato nel Rose 'Comtesse du Cayla', in realtà non una rosa del suo periodo, ma invece un ibrido Tea Rose coltivate da Pierre Guillot nel 1902.